# Coronille bigarrée
Securigera varia
Espèce
La coronille bigarrée ou coronille changeante (Securigera varia), est une espèce de plantes à fleurs de la famille des Fabaceae, sous-famille des Faboideae, originaire d'Europe et d'Asie tempérée. C'est une plante herbacée vivace qui peut atteindre 60 cm de haut environ.
La coronille bigarrée était utilisée en médecine traditionnelle pour ses propriétés cardiotoniques et diurétiques et pour soigner les maladies de la prostate. Toutefois, il fallait l'utiliser avec de grandes précautions à cause de sa toxicité.
La plante a été introduite dans de nombreux pays, en particulier aux États-Unis, où elle est utilisée à diverses fins : plante ornementale, plante de couverture, engrais vert, amélioration des sols et lutte contre l'érosion, plante fourragère (malgré sa toxicité spécialement pour les non-ruminants). Elle s'est révélée être une plante envahissante dans certaines régions. 

## Étymologie
- Le nom générique, Securigera, dérive d'un terme latin,  securiger, gera, -gerum (porteur de hache), en référence à la forme du fruit[3].
- L'épithète spécifique, varia, adjectif latin (varius, -a, -um) signifiant « varié, nuancé, bigarré... » fait référence aux fleurs aux couleurs multiples[4].

## Description
Securigera varia est une plante herbacée vivace, essentiellement glabre, qui pousse normalement à une hauteur de 60 cm environ ou plus en floraison, voire seulement de 30 cm à l'état végétatif.
La plante a un système racinaire de type pivotant, profond et très ramifié Elle produit aussi de forts rhizomes charnus qui peuvent atteindre 3 mètres de long voire plus.
Les tiges, grossières, relativement faibles et fortement ramifiées proviennent d'un caudex court et ramifié. Dépourvues de vrilles, rampantes ou redressées, les tiges peuvent atteindre 2 mètres de long. La plante apparaît souvent sous la forme d'un épais tapis de tiges.
Les feuilles, de couleur  vert foncé, de 4 à 16 cm de long, sont composées imparipennées, comptant généralement de 7 à 25 folioles. Celles-ci sont généralement oblongues, de forme elliptique à obovale, et mesurent de 1 à 3 cm de long. En hiver, les feuilles basales et parfois supérieures restent vertes,,.
Les fleurs, hermaphrodites, sont groupées en ombelles simples composées de 6 à 25 fleurs et portées par un long pédoncule. Elles ont une corolle de type papilionacé de 10 à 12 mm de long, de couleur variant du blanc-rosâtre au rose  foncé et comptent 10 étamines.  
Les fruits sont des gousses minces, linéaires, segmentées (lomentacées), pointues, groupées en ombelles. Les gousses peuvent atteindre 6 cm de long et compter jusqu'à 12 segments contenant chacun une seule graine. Elles sont déhiscentes lorsqu'elles sont sèches. Les graines sont cylindriques et mesurent 3 à 4 mm sur 1 à 1,2 mm,,.

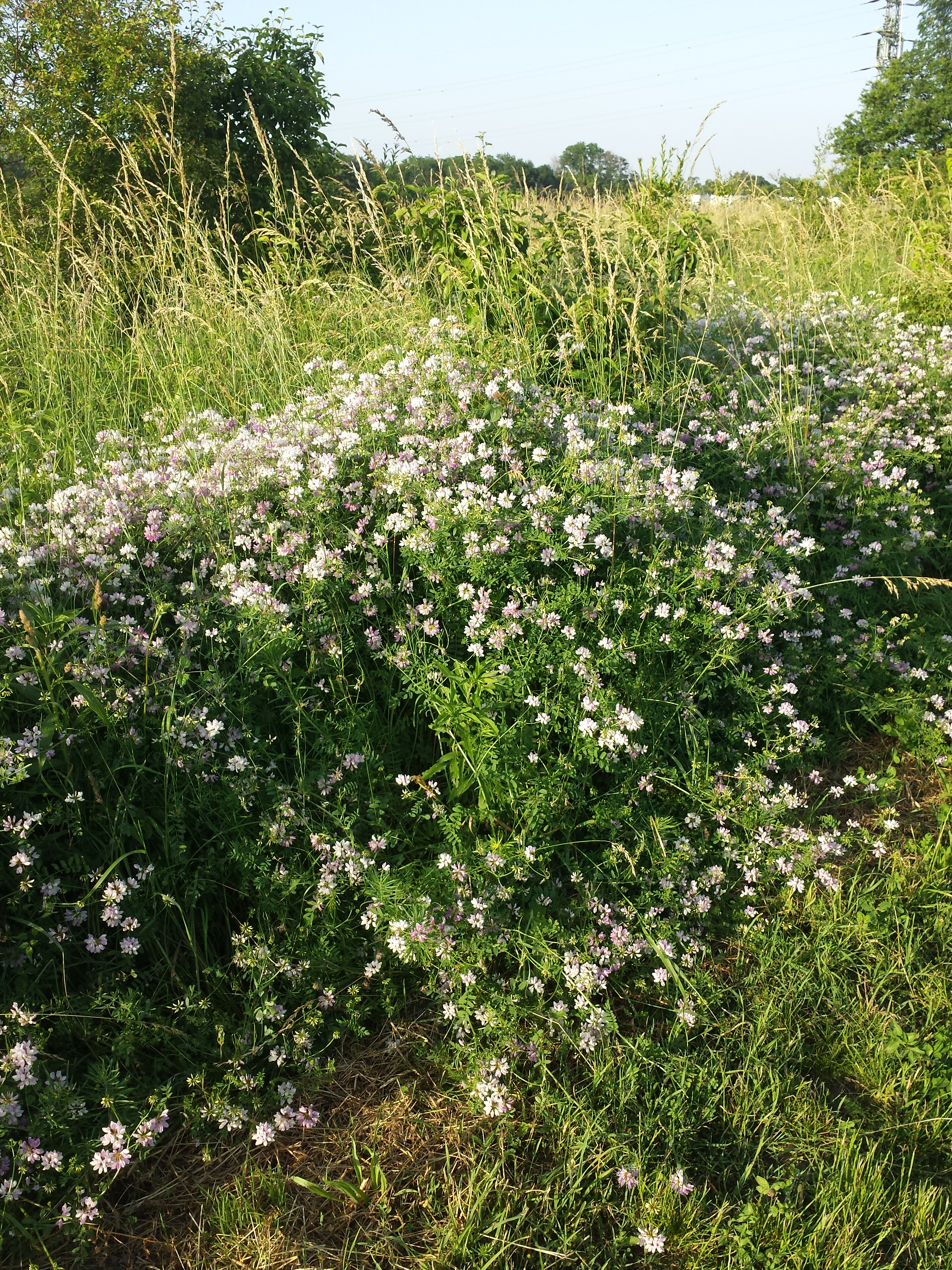
Port de la plante.
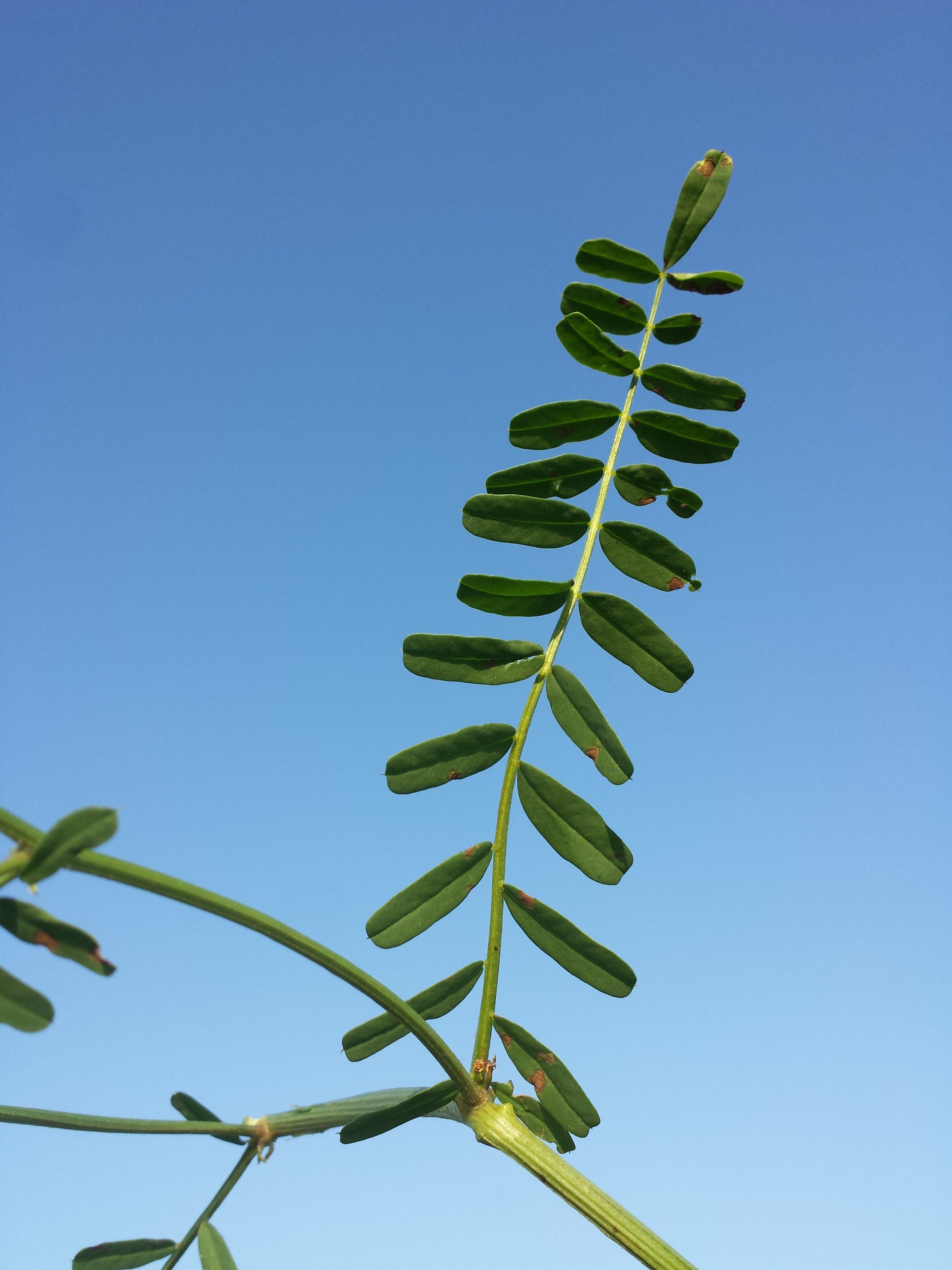
Feuille.
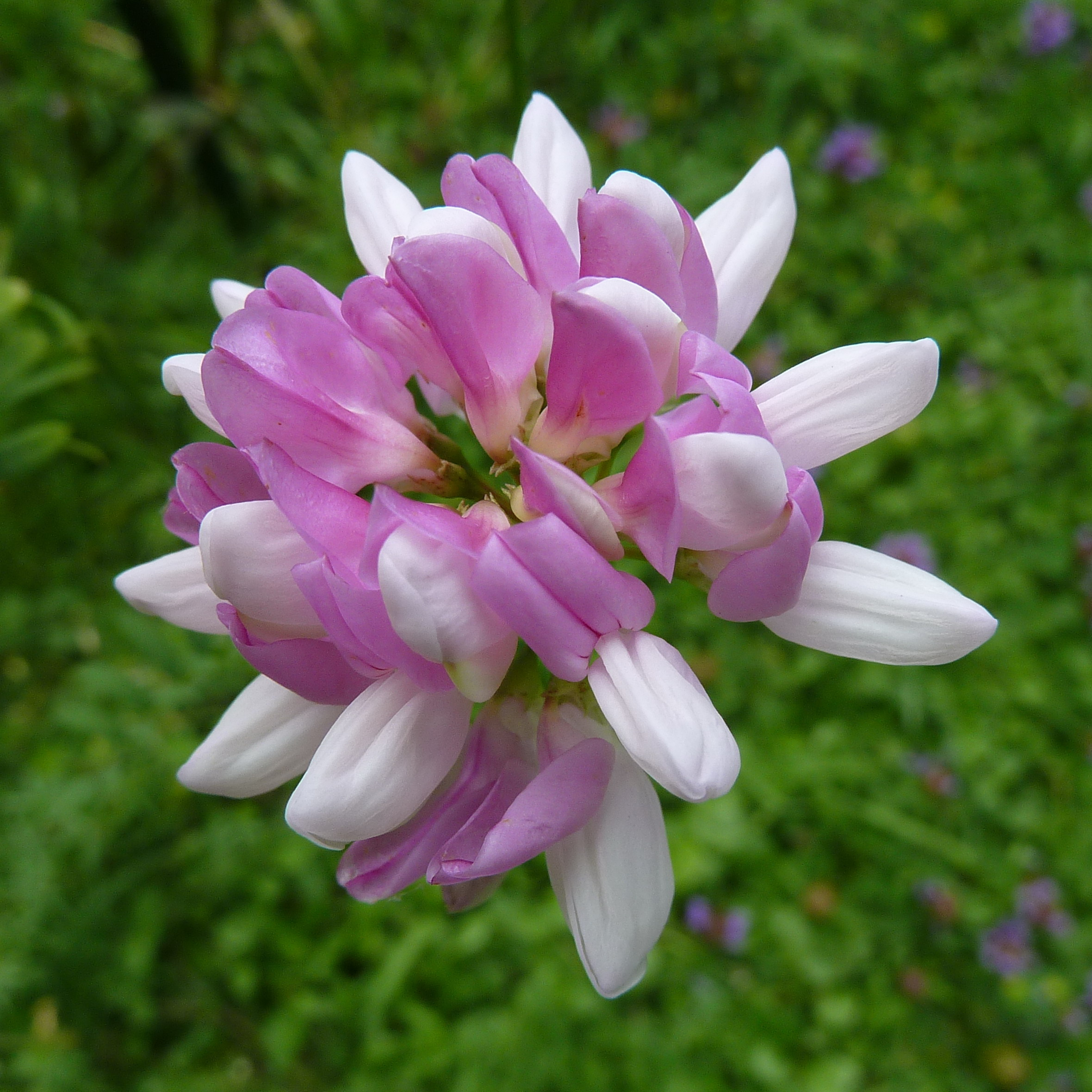
Inflorescence.
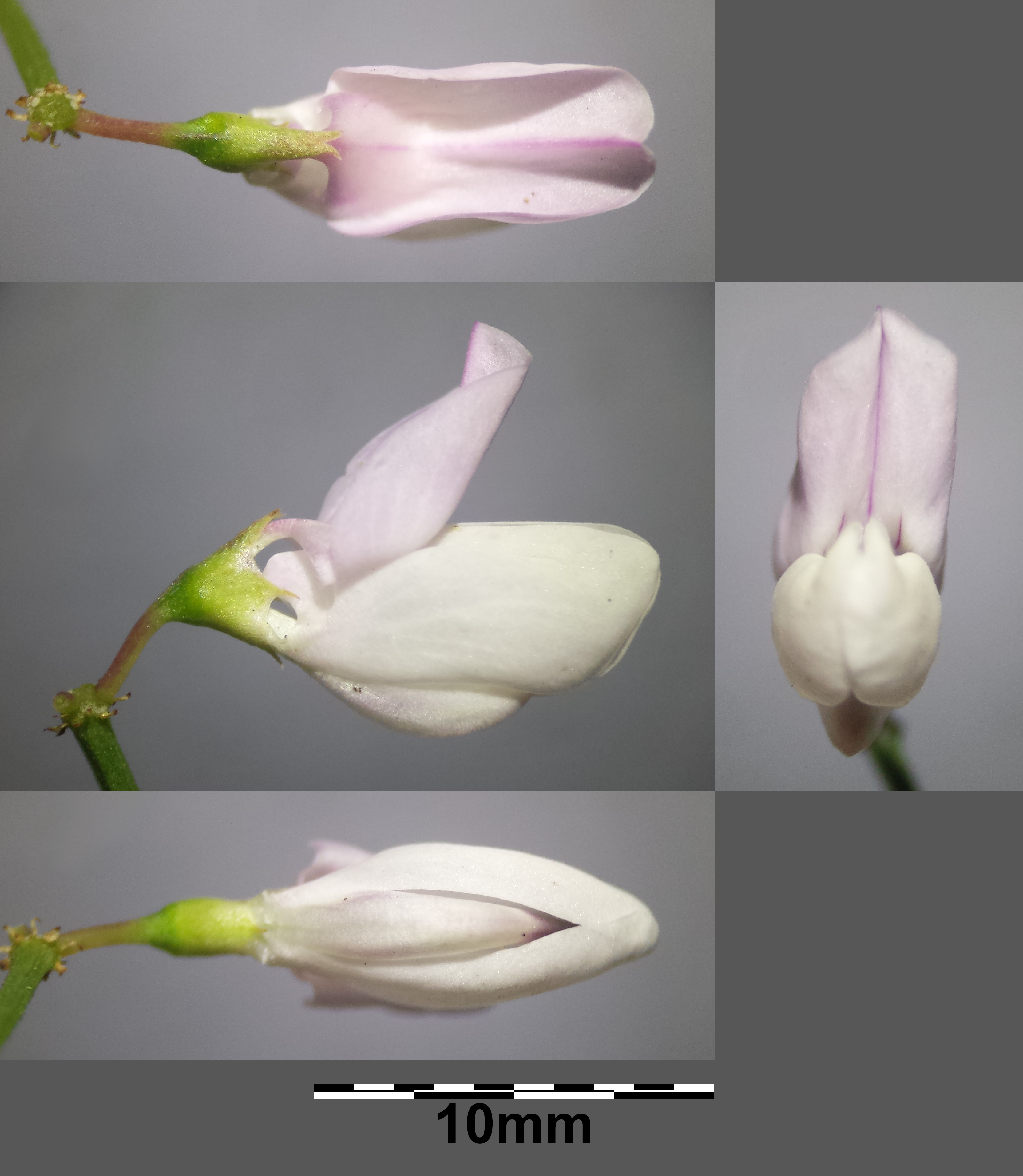
Fleur.
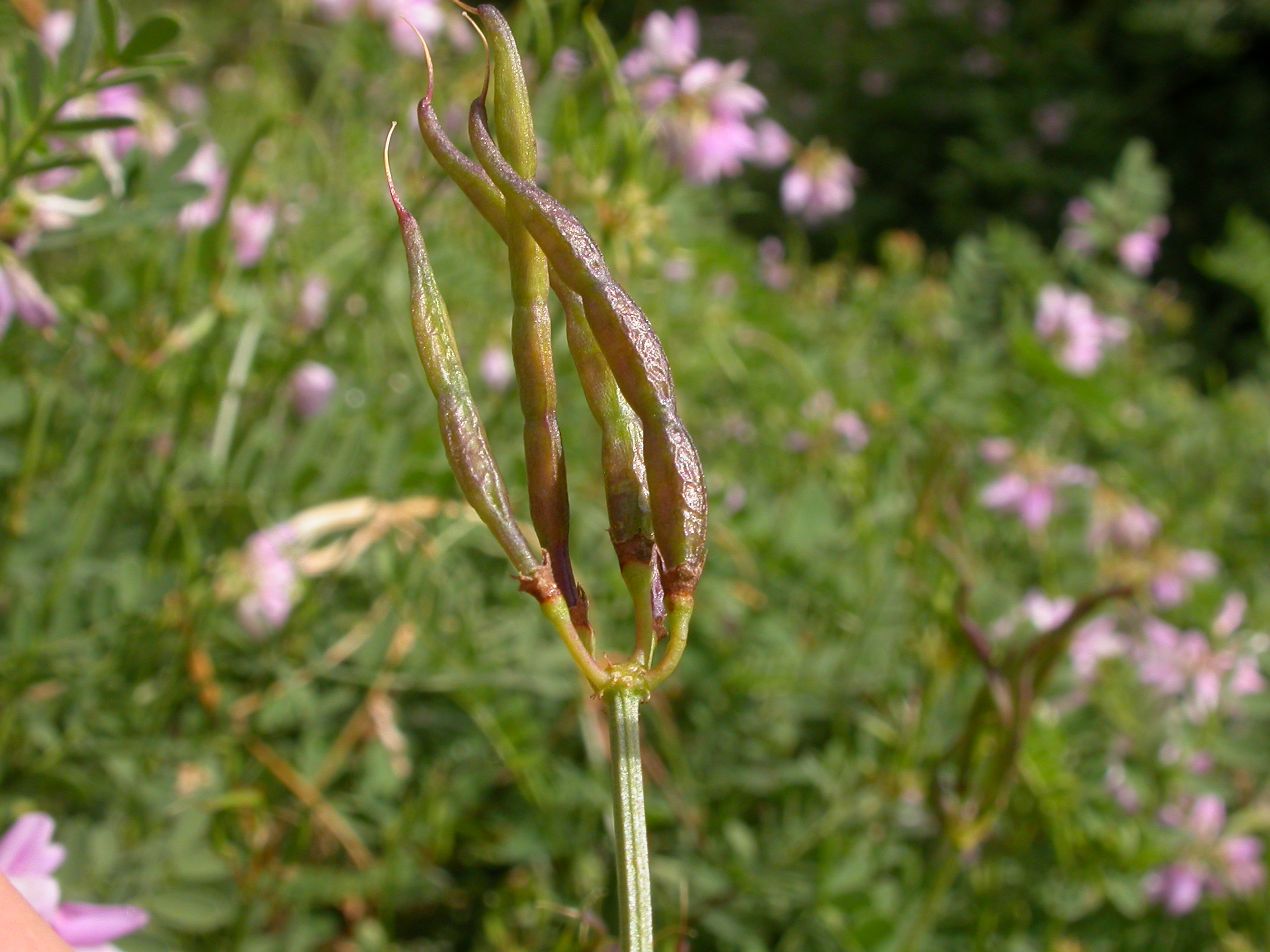
Fruits.

### Caryotype
Securigera varia est une espèce tétraploïde comptant 24 chromosomes (2n = 4x = 24).

## Composition chimique
Coronilla varia contient diverses substances phytochimiques.
Des hydroxycoumarines (scopolétine, daphnorétine, ombelliférone) et des glycosides cardiotoniques (coronilloside, déglucohyrcanoside, hyrcanoside) ont été isolés des graines.
La plante contient une neurotoxine, l'acide β-nitropropionique, principalement dans les feuilles et dans les tiges en croissance. 
Des flavonoïdes ont été trouvés dans les feuilles.
Les inflorescences contiennent également de la cytisine, du kaempférol et de l'astragaline. Deux composés isoflavones ont été isolés de Coronilla varia, 1,10 μg/ml de génistine et 0,34 μg/ml de génistéine.
La plante a une faible teneur en saponines, teneur plus élevée dans les feuilles que dans les tiges.
La concentration de tanins condensés (proanthocyanidines)  s'élève à 16,0 g/kg de poids sec. 

## Biologie
Dans la classification des types biologiques de Raunkier, Securigera varia est une plante chamaephyte et hémicryptophyte.
La plante se reproduit par les graines et par les rhizomes, ces derniers jouant un rôle important dans la croissance et la persistance de l'espèce.
La période de floraison s'étend sur le printemps et l'été (de mai  à septembre dans l'hémisphère nord).
La pollinisation est entomogame et dépend principalement des abeilles.
La dissémination des graines est épizoochore.

## Distribution et habitat
L'aire de répartition originelle de Securigera varia s'étend dans les régions tempérées de l'Eurasie, incluant l'Europe méditerranéenne, l'Europe centrale et l'Europe de l'Est, ainsi que l'Asie mineure, la région du Caucase et le Moyen-Orient. Elle inclut en particulier les pays suivants : Albanie, Allemagne, Biélorussie, Bulgarie,  Espagne, France, Grèce, Hongrie, Iran, Irak, Italie, Liban, Pologne, Roumanie, Russie d'Europe et Crimée, Slovaquie, Suisse, Syrie, Tchéquie, Turquie, Turkménistan, Ukraine, ex-Yougoslavie.
L'espèce a été introduite dans diverses régions : Europe du Nord et de l'Ouest (Belgique, Danemark, pays baltes, Pays-Bas, Norvège, Royaume-Uni, Russie du Nord, Sibérie occidentale, Suède), Amérique (Argentine, Canada, États-Unis, République dominicaine), Asie (Corée), Océanie (Australie, Nouvelle-Zélande). Il s'agit d'introductions le plus souvent délibérées, mais parfois accidentelles (introduction en Belgique dans des semences de céréales),.    
Dans son aire de répartition naturelle, l'espèce est présente dans les prairies, les pelouses sèches et les zones perturbées.
Dans les régions où elle a été introduite, Securigera varia se trouve dans les prairies mésiques, les pâturages, les fossés de drainage, les bords de routes et remblais de chemin de fer, les jardins et les champs ouverts, les marges forestières, les dunes secondaires, les berges de rivières et bancs de gravier le long des cours d'eau.

## Synonymes
Selon The Plant List (23 septembre 2020) :
- Coronilla haussknechtii Boiss.
- Coronilla varia L.
- Securigera varia subsp. orientalis A.Jahn

## Utilisation

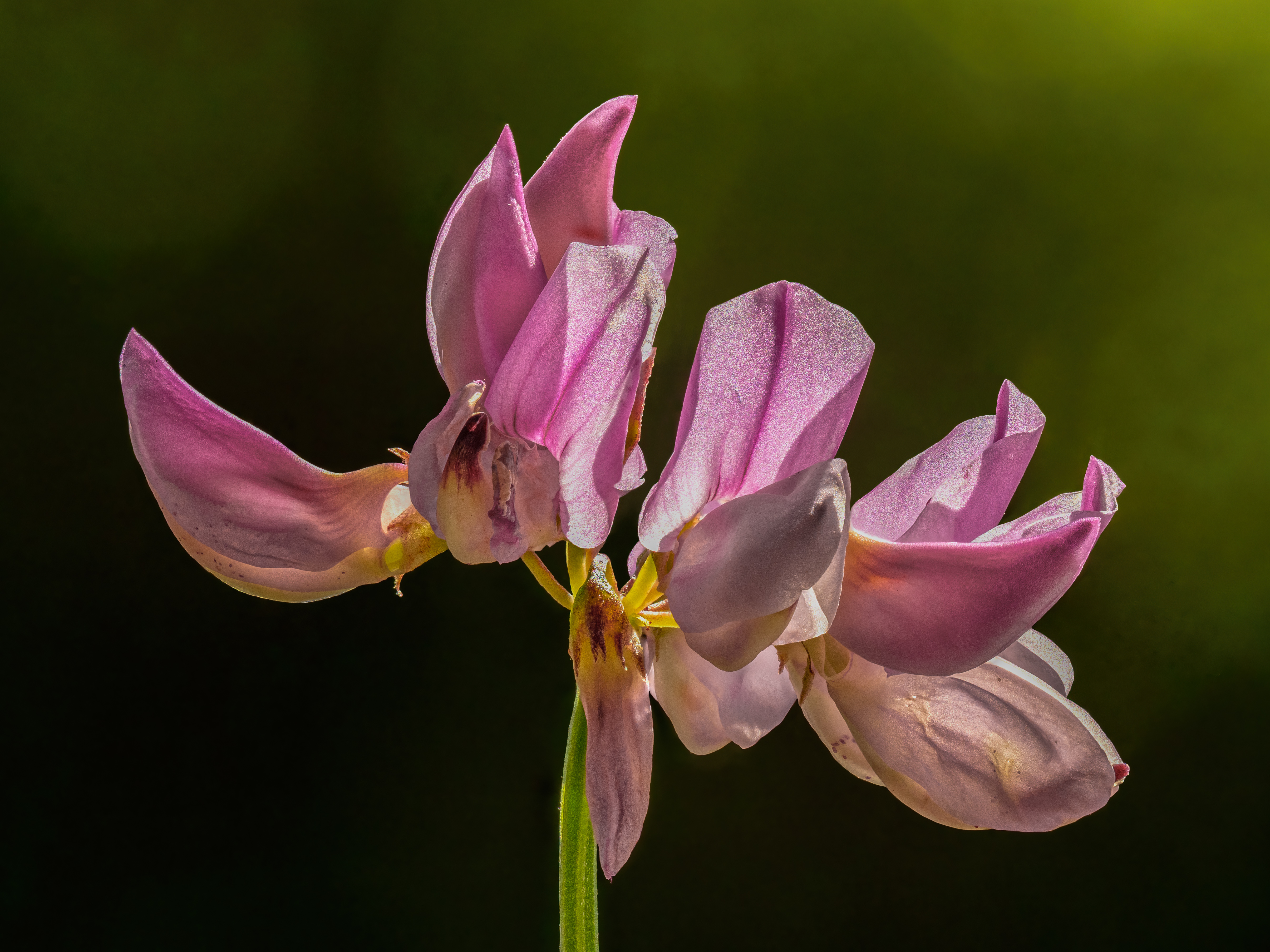
Gros plan sur la fleur de la coronille bigarrée

### Plante médicinale
Securigera varia est utilisée comme cardiotonique, pour provoquer des vomissements et pour traiter les rhumatismes articulaires et les crampes. La prudence est recommandée en raison de la toxicité de la plante et des graines. Selon certains auteurs, la plante aurait des activités antitumorales et antibactériennes, ainsi que des propriétés antioxydantes dues à des composés flavonoïdes.

### Plante fourragère
Considérée autrefois comme un fourrage médiocre pour les animaux d'élevage, la coronille bigarrée est un bon fourrage lorsqu'il est donné aux ruminants, qu'il soit distribué sous forme de foin ou brouté au pâturage.
Ce fourrage se compose de 21,7 % de protéines brutes et 22,2 % de fibres brutes. Dans une expérience impliquant la digestibilité de la coronille bigarrée chez le mouton, on a constaté que la digestibilité des protéines brutes s'élevaient à 65,6 % et celle des fibres brutes à 46,2 %, valeurs similaires, quoique légèrement inférieures, à celle du fourrage de luzerne. 
Cela ne s'applique cependant qu'aux ruminants, car cette plante est toxique pour les non-ruminants, notamment les chevaux, en raison de la présence de nitroglycosides. Consommée en grande quantité, elle peut entraîner un retard de croissance, une  paralysie, voire la mort. Chez les ruminants, tels que les bovins, ovins et caprins, ces composés nitrés aliphatiques sont dégradés dans le tube digestif par les microorganismes du rumen et n'affectent pas la santé des animaux.

### Plante améliorante
Aux États-Unis, Securigera varia a été largement plantée le long des routes et autoroutes, ainsi que dans les zones perturbées pour lutter contre l'érosion ou pour stabiliser les accotements routiers.
On l'a aussi utilisée pour assurer la couverture du sol, la remise en valeur des terrains miniers abandonnés et comme culture intercalaire, car par son association avec des cyanobactéries, cette plante enrichit le sol en azote.